# رافان فرهادي
رافان فرهادي (ولد في 23 أغسطس 1929 في كابول، أفغانستان) دبلوماسي وأكاديمي أفغاني شغل منصب مندوب أفغانستان الدائم لدى الأمم المتحدة الأمم المتحدة بين عامي 1993 إلى 2006. 

## حياته
ولد في كابول وهو طاجكي. تخرج من مدرسة ليسيه استقلال عام 1948. درس في معهد الدراسات السياسية في باريس في فرنسا، وحصل على درجة الماجستير في عام 1952. ثم حصل على الدكتوراه من جامعة السوربون في الدراسات الهندية الإيرانية في عام 1955. وكانت أطروحته بعنوان «الفارسي يتحدث في أفغانستان». 
يتحدث فرهادي الفرنسية والإنجليزية والفارسية بطلاقة.

## السياسة
في عام 1955 شغل منصب محاضر في تاريخ الفكر السياسي في جامعة  كابول. وبدأ مسيرته الدبلوماسية كسكرتير أول في السفارة الأفغانية في كراتشي في باكستان. ومن عام  1961 إلى 1962 كان مديراً لشؤون الأمم المتحدة في وزارة الخارجية الأفغانية. بعد ذلك، تم تعيينه مستشاراً ونائباً لرئيس البعثة في سفارة أفغانستان في واشنطن العاصمة الأمريكية. 
في عام 1964 عاد إلى كابول للعمل في وزارة الخارجية. وشغل منصب المدير العام للشؤون السياسية بالوزارة من عام 1964 إلى 1968، ثم شغل منصب نائب وزير الخارجية لمدة خمس سنوات. وعمل أميناً لمجلس وزراء الحكومة الأفغانية من عام 1965 إلى 1971.
في عام 1973 تم تعيينه سفيراً في باريس. وبعد انقلاب محمد داوود خان، تم استدعاءه إلى كابول. عمل عضواً في الجنة الاستشارية لوزارة الثقافة من عام 1975 إلى 1978، وعمل في تنظيم اجتماعات دولية في المجالات الثقافية. 

## مهنته كأستاذ
بعد الغزو السوفييتي عام 1979 أمضى فرهادي عامين في سجن بول شارخي كسجين سياسي. بعد ذلك انتقل إلى فرنسا مرة أخرى وعمل أستاذ مساعد في تاريخ الأدب الفارسي في جامعة باريس الأولى(بانتيون سوربون) وجامعة باريس الثالثة (السوربون الجديدة).
وفي صيف عام 1985 كان زميلاً في الجامعة الوطنية الأسترالية في كانبيرا، ثم أستاذا مشاركا في قسم درسات الشرق الأدني في جامعة كاليفورنيا في بيركلي. قام بتدريس مواضيع تتراوج من الأدب الفارسي إلى التصوف الإسلامي في العصور الوسطى . 
كتب عدداً من النصوص التاريخية، بما في ذلك رباعيات الرومي حيث ترجم أكثر من 1600 رباعية منسوبة إلى الرومي، وعبد الله الأنصاري من هيرات، وهو صوفي. 

## سفير أفغانستان في الأمم المتحدة
بعد سقوط الحكومة الشيوعية في أفغانستان وقيام حكومة برهان الدين رباني، تم تعيينه سفيراً لدى الأمم المتحدة. قدم فرهادي أوراق اعتماده كسفير وممثل دائم لأفغانستان إلى الأمين العام للأمم المتحدة بطرس بطرس غالي في 30 أبريل 1993. وحتى عندما سيطرت حركة طالبان على معظم أفغانستان واصلت حكومة برهان الدين رباني تمثيل أفغانستان في الأمم المتحدة، مع فرهادي كسفير لدى الأمم المتحدة حتى نهاية عام 2006. حيث أنه ورغم الدعم القوي لحركة طالبان من باكستان، لم تستطع طالبان أن تمثل في الأمم المتحدة. 
منذ عام 1993 عمل فرهادي كنائب لرئيس لجنة ممارسة الحقوق غير القابلة للتصرف للشعب الفلسطيني في مقر الأمم المتحدة في نيويورك. فرهادي معروف بالتزامه القوي بالحقوق الفلسطينية. لكنه اعترف بحق إسرائيل في الوجود. 
بعد فترة عمله كدبلوماسي، قام بترجمة جميع الأعمال الشعرية الصوفية للشاعر الطاجكي مولانا جلال الدين الرومي إلى اللغة الإنجليزية بالاشتراك مع العالم الأمريكي إبراهيم غامارد. 

## وجهات النظر السياسية
كان فرهادي ينتقد باكستان بشدة، قائلا أنها تدعم طالبان. وكان يؤيد حكومة تتألف من جميع المجتمعات العرقية في أفغانستان، بما في ذلك الأوزبك والطاجك والهازار والبلوش والبشتون، لكنه رفض فكرة وزير الخارجية الأمريكية كولن باول، لتشمل أعضاء طالبان المعتدلين في الحكومة القادمة.
وخلال الانتخابات الرئاسية في 2009 حيث كان عبد الله عبد الله هو المنافس الرئيسي لحامد كرزاي، أيد فرهادي عبد الله عبد الله الذي كان وزير الخارجية السابق. 
بعد سقوط حركة طالبان، حاول فرهادي الضغط على الحكومة الأمريكية لإمداد أفغانستان بالمساعدات، وخاصة لتعويض العائلات التي خسرت أفرادا منها في القصف الجوي الأمريكية. 